# 佐藤真也 (ジャズピアニスト)
佐藤 真也（さとう しんや、1973年 - ）は、静岡県出身のジャズ・ピアニスト。

## 経歴
1973年静岡生まれ。幼少よりヤマハエレクトーン教室にて学ぶ。中学生の時、ビル・エヴァンスの「枯葉」を聞いてジャズ・ミュージシャンになることを決意。早稲田大学入学と同時に本格的にピアノに転向し、早稲田大学モダンジャズ研究会に所属。南博に師事する。
大学卒業後、ボストンのバークリー音楽院に留学し、ステファニー・ティアナン（Stephany Tiernan）等に師事。パフォーマンス・メジャーを卒業後、ニューヨークに移り住んだ。ニューヨーク在住の画家ヒロ・ヨコセ（Hiro Yokose）のアシスタントとして働くかたわら、数多くのコンサートに通いつめる生活を1年間送る。尊敬するピアニスト、ユリ・ケインとの親好を深めたのもこの頃。帰国後、プロ活動を開始。
ルーマニアで開催されたシビウ国際演劇祭（2006年、2007年）にて演奏を行った。
J-WAVEで放送されていた坂本龍一のラジオ番組『RADIO SAKAMOTO』で、オリジナルのエレクトロニカ作品が取り上げられた。
主なプロデュース作品には、アルバム『Jazzy End』『Jazzy End 2』、SBSラジオ（静岡放送）のジングル制作などがある。またnovo tempoの山田章雅]共同プロデュースを行い、『Suite Melody』、『R&B Cafe』（一部）に「Airport 99」名義でトラック提供。『R&B Cafe』はiTunes Storeにおいてアルバム総合ランキング1位を獲得している。

## 主催バンド
- 東京漂流
- 東京12チャンネル